# CYB5B
CYB5B (англ. Cytochrome b5 type B) – білок, який кодується однойменним геном, розташованим у людей на 16-й хромосомі. Довжина поліпептидного ланцюга білка становить 146 амінокислот, а молекулярна маса — 16 332.
| 10         |  | 20         |  | 30         |  | 40         |  | 50         |
| ---------- |  | ---------- |  | ---------- |  | ---------- |  | ---------- |
| MATAEASGSD |  | GKGQEVETSV |  | TYYRLEEVAK |  | RNSLKELWLV |  | IHGRVYDVTR |
| FLNEHPGGEE |  | VLLEQAGVDA |  | SESFEDVGHS |  | SDAREMLKQY |  | YIGDIHPSDL |
| KPESGSKDPS |  | KNDTCKSCWA |  | YWILPIIGAV |  | LLGFLYRYYT |  | SESKSS     |

A: Аланін

C: Цистеїн

D: Аспарагінова кислота

E: Глутамінова кислота

F: Фенілаланін

G: Гліцин

H: Гістидин

I: Ізолейцин

K: Лізин

L: Лейцин

M: Метіонін

N: Аспарагін

P: Пролін

Q: Глутамін

R: Аргінін

S: Серин

T: Треонін

V: Валін

W: Триптофан

Кодований геном білок за функцією належить до фосфопротеїнів. 
Задіяний у таких біологічних процесах, як транспорт, транспорт електронів, ацетилювання, метилювання. 
Білок має сайт для зв'язування з іонами металів, іоном заліза, гемом. 
Локалізований у мембрані, мітохондрії, зовнішній мембрані мітохондрій.